# Fritidsgårdar i Sverige

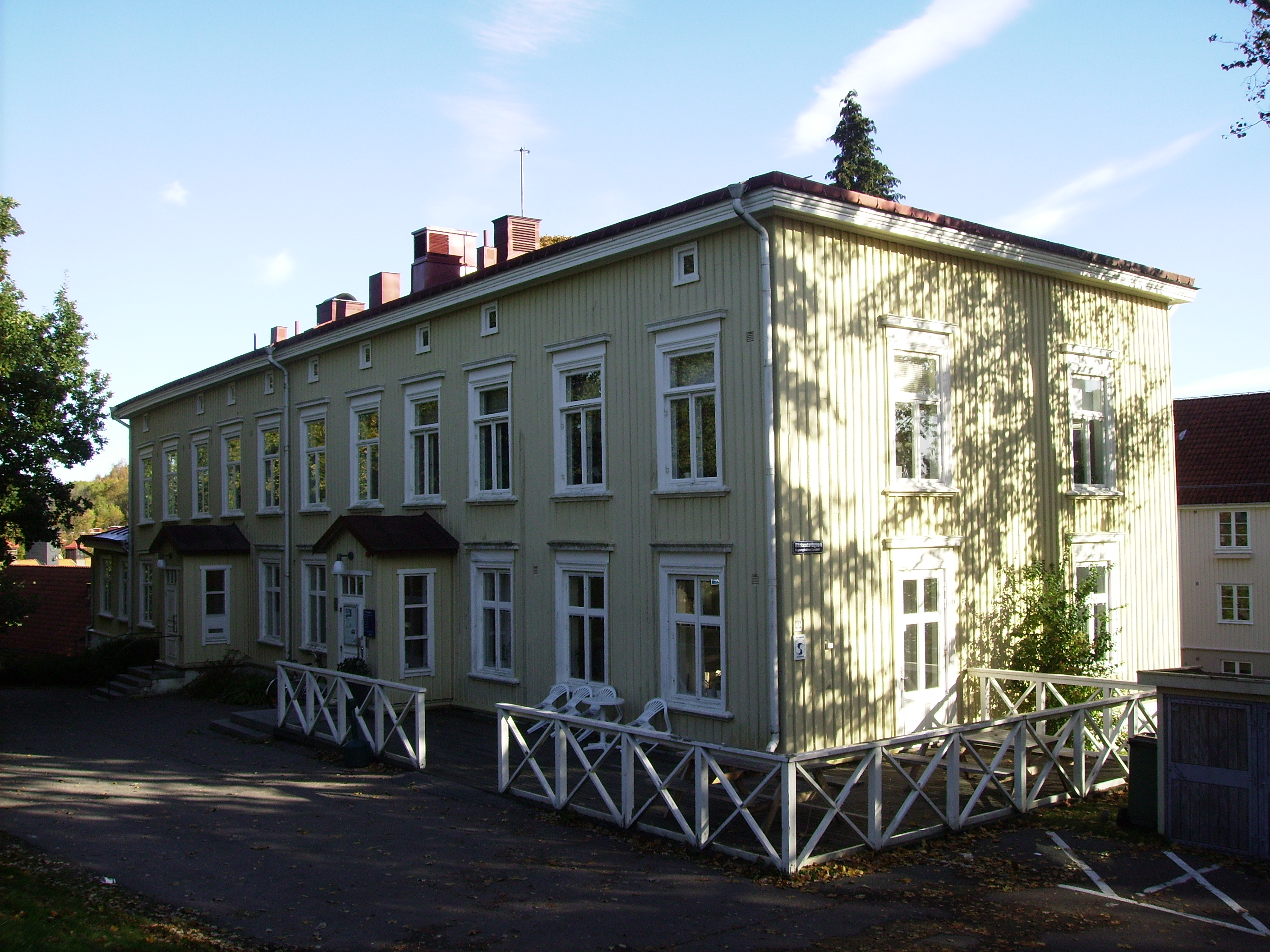
Landeriet Bagaregården i Göteborg, i vars undervåning Sveriges första kommunala fritidsgård, Gamlestadens ungdomsgård, öppnade 1936.

Fritidsgårdar i Sverige drivs kommunalt eller av föreningar och kyrkosamfund. En föregångare var hemgårdarna som var öppna för alla åldrar, men som ofta enbart riktade sig till arbetarklassen, och som fokuserade på ett bildningsperspektiv och en kristen tradition. Den första hemgården i Sverige, Birkagården i Stockholm, startades 1912 av Natanael Beskow och Ebba Pauli. Hemgårdarna kom dock att endast i begränsad omfattning etableras utanför Stockholm.Sveriges fritids- och hemgårdar organiserades ursprungligen i Riksförbundet Sveriges fritids- och hemgårdar, från 1990 Fritidsforum. 
Som ett resultat av barnavårdslagen som tillkom 1924 fick de kommunala barnavårdsnämnderna runt om i Sverige ansvar för den förebyggande ungdomsverksamheten. Detta resulterade i fritidsgårdsverksamheter med fokus på ungdomar. Sveriges första kommunala ungdomsgård, Gamlestadens ungdomsgård i Göteborg startades 1936 och i dessa stadgar står det att fokus är pojkar och flickor mellan 12 och 21 år och att verksamheten skulle utbilda och vidga ungdomarnas kunskaper genom studiecirklar, praktiska arbetskurser, föredrag, diskussioner, sång och musik. Politiska inslag fick inte förekomma.
Svenska kyrkans första ungdomsgård, Sjöbo ungdomsgård, öppnade i Borås 1956.

## Kriminalitet
År 2019 rapporterade polisen att fritidsgårdar i Stockholm används av gängkriminella för att rekrytera nya medlemmar. Kriminella knöt kontakter genom att ta anställning i verksamheterna. Samma rapport visade att narkotika förvarades och såldes på fritidsgårdarna eller i deras omedelbara närhet.
År 2019 stängdes fritidsgården i Rågsved i Stockholm på grund av gängkriminella som använde lokalerna efter att stadsdelen misslyckats med att lösa problemet.

## Fritidsgårdar för flickor
Fritidsgården Guts med inriktning mot flickor finns i Angered i Göteborg, dit den år 2009 flyttat ifrån Lövgärdet. Utöver den vardagliga verksamheten ordnar fritidsgården även temakvällar med diskussioner kring bland annat tvångsäktenskap, könsstympning och moderskap i ung ålder. Guts finansieras delvis med statliga medel.
En fritidsgård med fokus på flickor startades år 2016 i Hjulsta i Stockholm. I förhandsdiskussionen fanns förslag om en fritidsgård enbart för flickor, med hänvisning till att hederskulturen i området skulle innebära pojkar i området kontrollerar och kränker flickor som går till den gemensamma fritidsgården. Någon segregerad fritidsgård blev det dock inte, men verksamheten är inriktad på att särskilt locka flickor. Vissa dagar i veckan erbjuds särskild verksamhet för flickor och då är också alla i personalen kvinnor. 
Dagen innan fritidsgården skulle invigas utsattes den för ett brandattentat och verksamheten bedrevs under en tid på annan plats .
Verksamheten besöktes 2017 av 40 procent flickor.  .